# Yondu
Yondu Udonta è un personaggio dei fumetti, creato da Arnold Drake e Gene Colan, pubblicato dalla Marvel Comics, membro onorario dei Guardiani della Galassia. La sua prima apparizione è avvenuta in Marvel Super-Heroes (Vol. 1) n. 18 del gennaio 1969.

## Biografia del personaggio

### Terra-691
Yondu Udonta è un membro della tribù Zatoan, esseri primitivi nativi di Centauri IV. Lavora come cacciatore. Il suo pianeta di origine era il primo pianeta colonizzato da esseri umani che erano fuori dal sistema solare della Terra. Yondu è nato alla fine del trentesimo secolo.
Nel 3006, Vance Astro, un astronauta dalla Terra, sbarca sul pianeta di Yondu con una nave di propulsione antiquata. Vance incontra Yondu quando era un adolescente. Yondu lo attacca, ma è respinto dai poteri di Vance. Yondu collaborò con Vance quando i Badoon, una razza aliena, attaccarono il pianeta in quel periodo. Si ritiene che tutti gli altri centauriani siano stati uccisi. Vance e Yondu fuggono nella sua nave per cercare aiuto ma i Badoon li catturarono facilmente. Il duo viene portato sulla Terra che è stato conquistato nel 3007 A.D. Quando interrogato, Vance finge di essere scortese con Yondu. Essi successivamente scappano e si incontrano con Charlie-27 della colonia di Giove e Martinex della colonia di Plutone, formando i Guardiani della Galassia per combattere i Badoon.
Nei successivi sette anni, i quattro sopravvissuti attaccarono gli avamposti dei Badoon nel sistema solare. Nel 3014 A.D., la squadra dei Guardiani durante il loro viaggio hanno combattuto al fianco di la Cosa, Captain America e Sharon Carter per difendere New York dalle forze dei Badoon. Nel 3015 A.D., i Guardiani passarono nel XX secolo e tornarono al 3015 A. D. con i difensori e poi incontrarono Starhawk. Dopo che l'umanità sconfisse gli occupatori della Fratellanza degli Badoon, la sorella di Badoon arrivò e tolse i maschi dalla Terra.
Yondu viaggia attualmente insieme ai suoi colleghi Guardiani e aiuta i Vendicatori contro Korvac. Nel 3017 A.D., Yondu e i Guardiani vanno a cercare lo scudo perso di Capitan America, combatterono Taserface e Stark, e sconfissero lo Stark. La mano destra di Yondu viene poi distrutta da Interface e sostituita da Martinex con un'appendice bionica. Yondu in seguito lascia la squadra quando si scopre che una piccola enclave del suo popolo è sopravvissuta su Centauri IV. Questi Kikaahe ("abitanti delle grotte") sfuggirono alla morte per mano dei Badoon perché le pareti della caverna dove vivevano contenevano il trillite minerale ("yaka") che bloccava le onde radio, proteggendole quindi dai sensori. Dal momento che la sua nuova gente non accetterà la sua mano bionica, Yondu consente ai Guardiani di utilizzare la loro tecnologia medica avanzata per ripristinare la mano originale.

### Terra-616
In questa realtà, Yondu è il leader dei Ravagers, un gruppo di Pirati Spaziali. Yondu trova Peter Quill quando la sua nave ha dei malfunzionamenti e lo dirige sulla Terra. I Ravagers lo salvarono mentre Peter cercò di rubare la sua nave, riuscendo a superare ogni membro dell'equipaggio e catturare Yondu. Dopo che Yondu si libera e attacca Peter, gli dà la possibilità di liberarlo nello spazio senza più problemi o esecuzioni. Peter invece chiede di unirsi al suo equipaggio. Yondu è inizialmente scettico, ma dopo aver appreso che Peter, come lui, è un orfano senza casa, gli permette di rimanere sulla nave con i Ravagers come mozzo. Peter sfrutta l'opportunità di imparare tutto ciò che gli è possibile dallo spazio fino a quando Yondu non lo rende un Ravager ufficiale.

## Altri media

### Marvel Cinematic Universe
Yondu Udonta compare all'interno del Marvel Cinematic Universe, interpretato da Michael Rooker:
- In Guardiani della Galassia (2014), Yondu è il padre adottivo di Peter Quill, avendo rapito quando era bambino dalla Terra. In questa versione egli è il capo di una fazione di Ravagers, pirati spaziali che trafficano nella galassia. Yondu scopre che Quill ha rubato l'Orb per sé stesso e mette una taglia su di lui per farselo portare, ma alla fine si allea con Quill e gli altri membri dei Guardiani della Galassia e lo aiuta a sconfiggere Ronan l'accusatore e il suo esercito.
- In Guardiani della Galassia Vol. 2 (2017) si scopre che il Centauriano era stato assunto da Ego per portargli i suoi figli naturali: il vero motivo per cui Yondu ha rapito Quill è perché il suo padre naturale Ego aveva ucciso tutti gli altri figli. Lo allevò quindi come figlio suo, per risparmiarlo dalla stessa sorte: la scoperta del suo traffico però portò alla sua espulsione dai Ravagers, rendendo la sua fazione rinnegata. Dopo uno scontro col suo ex leader Stakar Ogord Yondu viene assoldato dalla regina dei Sovereign Ayesha per catturare e portargli Peter Quill e gli altri Guardiani. Dopo una scaramuccia con Rocket Yondu decide di tradire Ayesha e di farsi pagare dai Guardiani, ma i suoi uomini sono sconvolti e decidono di ammutinarsi sotto la guida di Taserface e l'aiuto di Nebula. Yondu assiste impotente al massacro degli uomini a lui fedeli, ma con l'aiuto del suo pentito primo ufficiale Kraglin lui, Rocket e Groot riescono ad evadere e uccidere tutti gli ammutinati, scappando con una navicella. Il gruppo si ricongiunge in seguito con gli altri Guardiani sul pianeta di Ego e il ravager ha modo di riconciliarsi con Quill prima di affrontare insieme a lui il celestiale. Dopo che Rocket, divenuto ormai suo amico, lo riconosce come guardiano onorario, Yondu si sacrifica per salvare Quill: al suo funerale, a cui parteciperanno tutti i suoi amici Ravagers, Starlord lo riconoscerà definitivamente come padre.[16]
- Yondu Udonta compare anche nella prima serie animata dell'MCU What If...? (2021).
- Il personaggio compare solo in sequenze animate flashback nello speciale natalizio Guardiani della Galassia Holiday Special (2022).
- Yondu compare in cameo nel film Guardiani della Galassia Vol. 3 (2023), sotto forma di visione del suo ex sottoposto Kraglin Obfonteri, dove lo incoraggia a padroneggiare con cuore la sua freccia volante con un fischio, arma di un tempo appartenuta a lui stesso, in modo per affrontare l'esercito dell'Alto Evoluzionario.

### Televisione
- Yondu compare nella serie animata Guardiani della Galassia.

### Videogiochi
- Yondu compare come personaggio giocabile nei videogiochi Disney Infinity 2.0: Marvel Super Heroes, Marvel Future Fight, Marvel: Sfida dei campioni e Marvel Puzzle Quest.
- Il personaggio compare in Marvel: Avengers Alliance 2.
- Yondu Udonta compare anche come uno dei personaggi importanti nel videogioco Guardians of the Galaxy: The Telltale Series.